# Ladislav Sehnal
Ladislav Sehnal (5. únor 1931 Lomnice nad Popelkou – 26. říjen 2011 Sedlec-Prčice) byl český astronom, který se věnoval především výpočtům a sledování drah umělých družic. V letech 1990–1996 byl prvním polistopadovým ředitelem Astronomického ústavu Akademie věd.

## Vědecká činnost
Ladislav Sehnal vystudoval v roce 1954 astronomii na Matematicko-fyzikální fakultě Univerzity Karlovy. Poté nastoupil do Astronomického ústavu Akademie věd ČR, kde zpočátku pracoval v oddělení meziplanetární hmoty pod vedením Zdeňka Ceplechy. Zde byl členem týmu, který v roce 1959 u tzv. příbramského meteoritu poprvé na světě určil na základě fotografií dráhu meteoritu ve sluneční soustavě a odhadl místo dopadu.
V té době se však začal věnovat budování nového oboru u nás – dynamiky pohybu umělých družic. Zabýval se sledováním družic dalekohledy, radary a později i laserem. Byl vedoucím projektu družice MIMOSA a především mikroakcelerometru MACEK, který byl určen k přesnému měření negravitačních zrychlení.